# Cego Oliveira
Pedro Pereira da Silva ou Pedro Oliveira (Crato, 1912; +Juazeiro do Norte, 1997) foi um compositor, rabequista e cantador brasileiro.
Cego de nascença, no seio de uma família pobre e numerosa, ainda menino ele começa a pedir esmolas, o que muito lhe desgostava. Desejava ganhar a vida através da música, queria ter uma sanfona, mas como o instrumento custava muito caro, começou a tocar pífano, instrumento mais acessível; posteriormente, tocou também realejo. Em 1928, teve o primeiro contato com a rabeca, ao receber de um tio um desses instrumentos, que prendeu a tocar por conta própria.
Oliveira ficou conhecido, dentro e fora do Brasil, na década de 1970, por ocasião do filme "Nordeste: Cordel, Repente e Canção", da cineasta Tânia Quaresma, lançado em 1975. O álbum homônimo lançado com o filme, contém duas faixas interpretadas pelo rabequeiro: O verdadeiro Romance de João de Calais e Nas portas dos cabarés, esta última de autoria do cordelista Antônio Faustino.

## Discografia
- Cego Oliveira: rabeca e cantoria. Cariri Discos. (1992)
- Cego Oliveira. Memória do Povo Cearense. Volume II (1999)

## Filmografia
Cego Oliveira foi tema de dois curtas-metragens: Cego Oliveira: no sertão do seu olhar (1998), de Lucila Meirelles e Oliveira: o cego que viu o mar (1999), de Rosemberg Cariry. Ele aparece, ainda, em Jornal do Sertão, de Geraldo Sardo (1970); Cobra Verde, do cineasta alemão Werner Herzog (1987); Os romeiros do Padre Cícero, de Eduardo Coutinho (1994); e em O homem que engarrafava nuvens, dirigido por Lírio Ferreira (2009).